# Vals witje
Het vals witje (Siona lineata) is een dagactieve nachtvlinder uit de familie Geometridae, de spanners. De vlinder heeft een spanwijdte van 35 tot 40 millimeter.
De soort komt voor van Zuid- en West-Europa tot aan Mongolië en het gebied rond de Amoer.
Waardplanten van het vals witjes zijn onder meer kropaar, geoorde wilg, gevlekt hertshooi en geel walstro.
Per jaar vliegt er één generatie van begin mei tot en met eind juni.

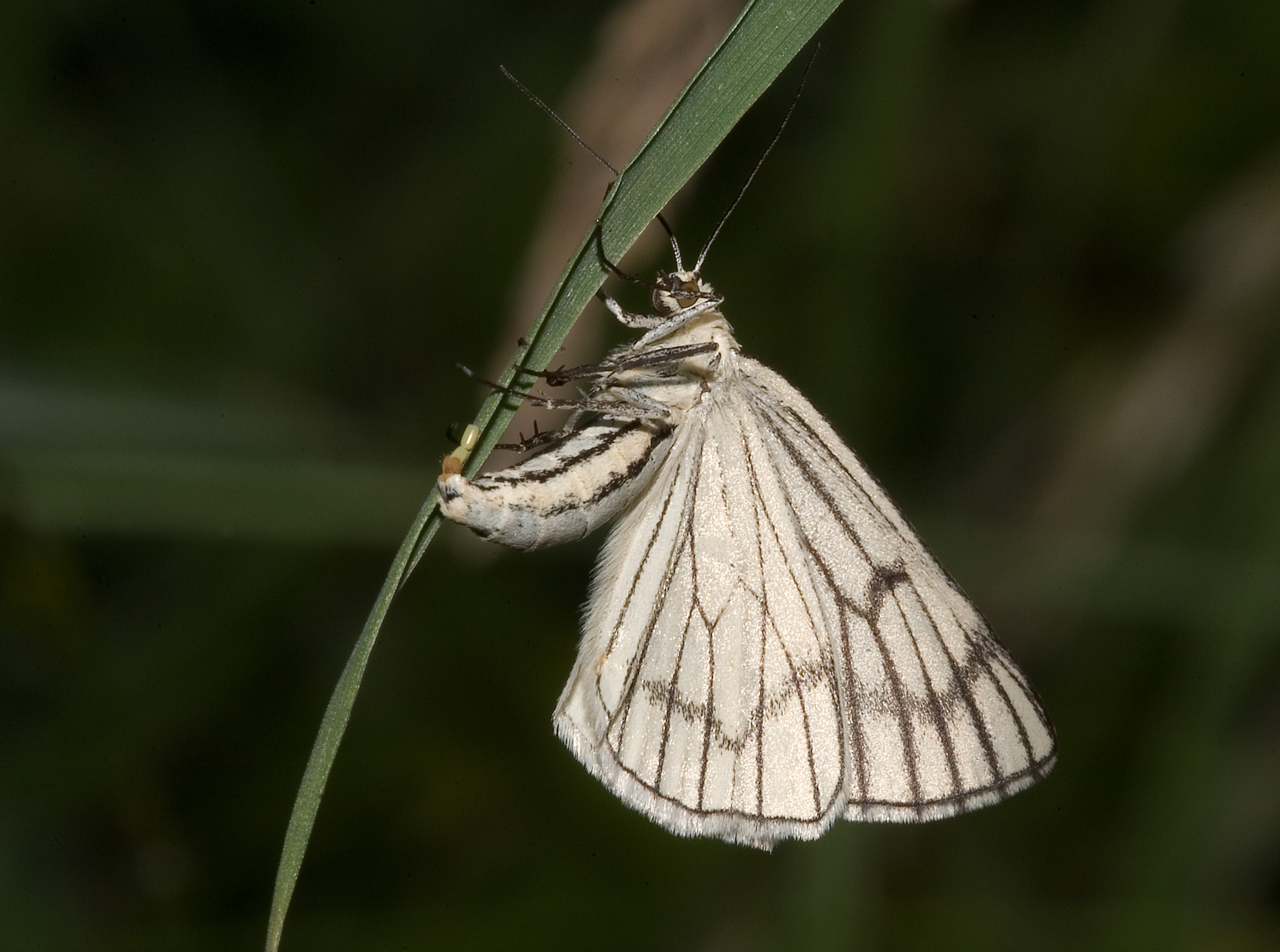
Vrouwtje dat eitjes legt
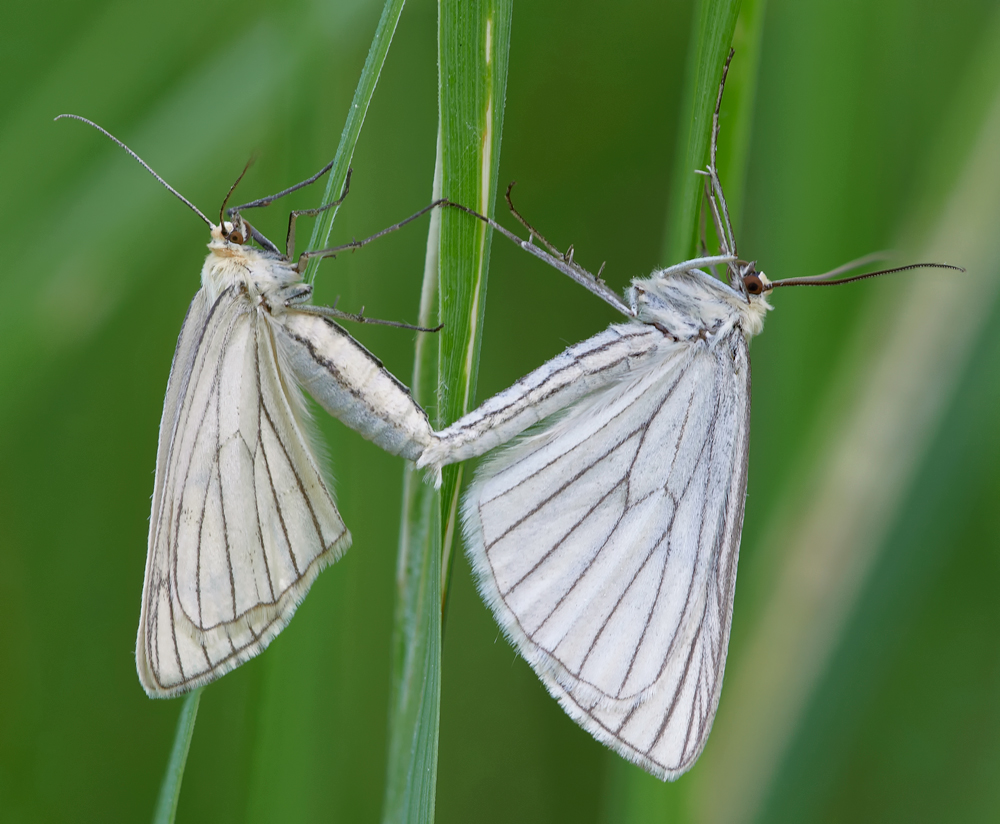
Paring